# オクサーナ・ザブジュコ

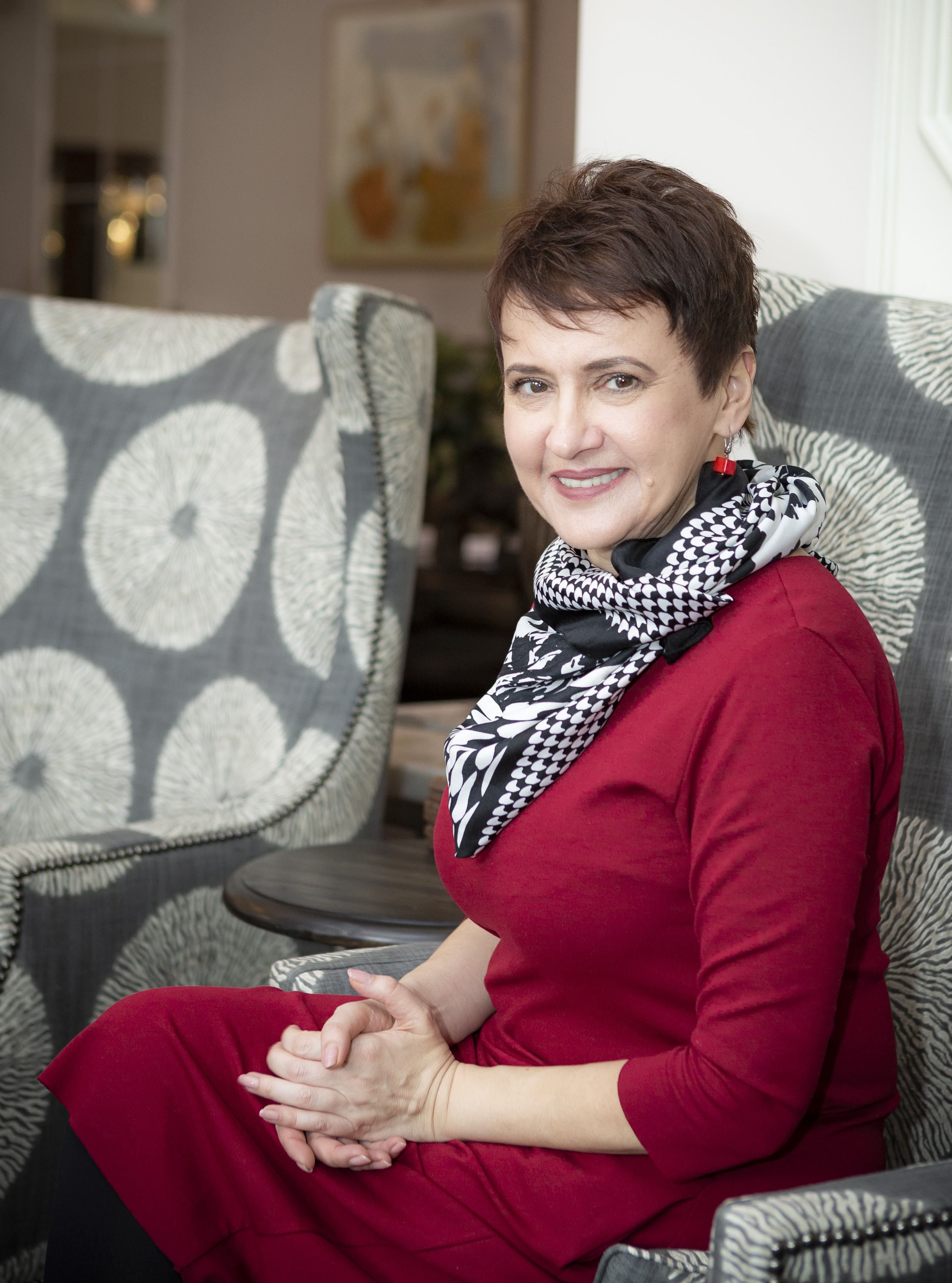
2021年のオクサーナ・ザブジュコ

オクサーナ・ザブジュコ（ウクライナ語: Забужко Оксана Стефанівна、1960年9月19日 - ）は、ウクライナの小説家、詩人、文学評論家、哲学博士。
ルーツィク市で生まれた。キエフ大学で哲学を専攻し、1987年には美学の博士号を取得した。2018年にはオレグ・センツォフを含む人権活動家の擁護も行った。2022年3月8日には、ロシアによるウクライナ侵攻を受けて、政治家や欧州連合の市民ではない民間人として始めて欧州議会にて演説を行った。

## 著作

### 小説
- 『宇宙人』／『Інопланетянка』, 1992
- 『ウクライナのセックスに関する野外研究』／『Польові дослідження з українського сексу』, 1996
- 『ガマズミの笛についての昔話』／『Казка про калинову сопілку』, 2000
- 『姉さん、姉さん』／『Сестро, сестро』, 2003

### 詩集
- Травневий іній (Київ, 1985)
- Дириґент останньої свічки (Київ, 1990)
- Автостоп (Київ, 1994)
- Kingdom of Fallen Statues (Toronto, 1996)
- Новий закон Архімеда. Вибрані вірші 1980-1998 (2000)

### 哲学論文
- 『ウクライナでのシェフチェンコ神話：哲学的分析の試み』Шевченків міф України: Спроба  філософського аналізу  (1996)
- 『ウクライナのノートルダム、神話の対立のおけるウクライーンカ』Notre Dame d'Ukraine: Українка в конфлікті міфологій (2007)

## 関連文献
- オリガ・ホメンコ(Ольга Хоменко)「独立後の現代ウクライナ文学：プロセス、ジャンル、人物」『スラヴ文化研究』第16巻、東京外国語大学ロシア東欧課程ロシア語研究室、2019年3月、104-127頁、2024年3月3日閲覧。
- オリガ・ホメンコ(Ольга Хоменко)「女性の顔を持つウクライナ : 歴史的な伝統,社会規範,メディアでのイメージと最近のトレンド」『神戸学院経済学論集』第52巻3・4、神戸学院大学経済学会、2021年3月、13-27頁、2024年3月3日閲覧。